# Michael Innes
Michael Innes (eigentlich John Innes Mackintosh Stewart; * 30. September 1906 im schottischen Edinburgh; † 12. November 1994 in Coulsdon im englischen Surrey) war ein schottischer Krimi-Autor. Außerdem hatte er eine Professur für Anglistik und Literaturwissenschaften inne.

## Leben
Stewart war zunächst Schüler der Edinburgh Academy und studierte dann am Oriel College in Oxford englische Literatur. 1929 studierte er in Wien Psychoanalyse. Von 1930 bis 1935 lehrte er englische Literatur an der Universität Leeds. 1932 heiratete er die Medizinerin Margaret Hardwick. Innes schrieb seinen ersten Roman 1936 während einer längeren Seereise nach Australien, wo er eine Professur an der Universität von Adelaide übernommen hatte. Von 1946 bis 1948 lehrte er an der Queen’s University Belfast Belfast und wechselte dann ans Christ Church College Oxford.
Hauptfigur seiner Detektivgeschichten ist Detective Inspector John Appleby, welcher sich in Innes' erstem Roman Zuviel Licht im Dunkel mit den dunklen Seiten des Uni-Betriebes beschäftigen muss. Haupthandlungsort vieler seiner Romane ist Oxford und die Umgegend.
Innes verfasste im Laufe von 50 Jahren etwa ebenso viele Romane. Eine Auswahl davon ist in der Reihe DuMonts Kriminal-Bibliothek erschienen.

## Werke
- Death At the President's Lodging (1936) (dt. Zuviel Licht im Dunkel)
- Hamlet, Revenge! (1937) (dt. Hamlets Rache, auch als Hamlet, räche Dich!)
- Lament for a Maker (1938) (dt. Klagelied auf einen Dichter)
- Stop Press (1939)
- The Secret Vanguard (1940) (dt. Der geheime Vortrupp)
- There Came Both Mist And Snow (1940) (dt. Ein Schuss im Schnee)
- Appleby On Ararat (1941) (dt. Applebys Arche)
- The Daffodil Affair (1942) (dt. Der Fall Maiglöckchen)
- The Weight of the Evidence (1943) (dt. Die Last des Beweises)
- Appleby's End (1945) (dt. Appleby's End)
- From London Far (1946)
- A Night of Errors (1947)
- The Journeying Boy (1949)
- Operation Pax (1951) (dt. Operation Pax)
- A Private View (1952)
- Christmas At Candleshoe (1953) (dt. Christmas auf Candleshoe) – 1977 verfilmt als Abenteuer auf Schloß Candleshoe mit Jodie Foster, Helen Hayes, David Niven, Leo McKern u. a.
- The Man from the Sea (1955)
- Old Hall, New Hall (1956)
- Appleby Plays Chicken (1957) (dt. Hasenjagd)
- The Long Farewell (1958)
- Hare Sitting Up (1959)
- The New Sonia Wayward (1960) (dt. Ohne Totenschein)
- Silence Observed (1961) (dt. Seltsame Parallelen)
- A Connoisseur's Case (1962) (dt. Gefährliche Rückkehr)
- The Bloody Wood (1966)
- A Change of Heir (1966)
- Appleby at Allington (1968) (dt. Der Letzte der Allingtons)
- A Family Affair (1969)
- Death At the Chase (1970)
- An Awkward Lie (1971)
- The Open House (1972)
- Appleby's Answer (1973)
- Appleby's Other Story (1974)
- The Mysterious Commission (1974) (dt. Bilde, Künstler, morde nicht)
- The Gay Phoenix (1976)
- Honeybath's Haven (1977) (dt. Ein sicherer Hafen)
- The Ampersand Papers (1978)
- Going It Alone (1980)
- Lord Mullion's Secret (1981) (dt. Lord Mullions Geheimnis)
- Sheiks and Adders (1982) (dt. Scheichs und Schlangen)
- Appleby And Honeybath (1983) (dt. Appleby und Honeybath)
- Carson's Conspiracy (1984)
- Appleby And the Ospreys (1986)